# Championnat d'Europe de baseball 2010
Navigation
2007 2012
Le Championnat d'Europe de baseball 2010 est la 31e édition de cette épreuve mettant aux prises les meilleures sélections européennes. La phase finale se tient du 23 juillet au 1er août en Allemagne dans les stades de Stuttgart, Heidenheim an der Brenz et Neuenburg am Rhein.
L'Italie remporte la compétition face au quintuple tenant du titre, les Pays-Bas,. C'est leur premier sacre depuis 1997 et le 9e au total. L'Allemagne complète le podium.

## Formule de l'épreuve
La phase finale qui se tient en Allemagne durant l'été 2010 fait suite à des tournois qualificatifs permettant d'accéder à cette compétition. Les formations classées entre le premier et le septième rang lors de l'édition précédente disputée en 2007 sont exemptes de tournoi qualificatif et sont directement qualifiées en phase finale. Les vainqueurs des cinq tournois qualificatifs qui se sont tenus à Anvers, Karlovac, Prague, Abrantes et Trnava complètent le plateau.

## Tour préliminaire
Qualifiés d'office
| Pays-Bas    | 1er du Championnat d'Europe 2007 |
| Royaume-Uni | 2e du Championnat d'Europe 2007  |
| Espagne     | 3e du Championnat d'Europe 2007  |
| Allemagne   | 4e du Championnat d'Europe 2007  |
| France      | 5e du Championnat d'Europe 2007  |
| Suède       | 6e du Championnat d'Europe 2007  |
| Italie      | 7e du Championnat d'Europe 2007  |

Qualifiés à la suite d'un tournoi qualificatif
| Belgique     | Vainqueur du tournoi qualificatif d'Anvers. L'Autriche, la Suisse et Malte sont éliminés.                           |
| Croatie      | Vainqueur du tournoi qualificatif de Karlovac. La Lituanie, Israël, la Bulgarie et la Serbie sont éliminés.         |
| Grèce        | Vainqueur du tournoi qualificatif d'Abrantes. La Russie, le Portugal et l'Irlande sont éliminés.                    |
| Rép. tchèque | Vainqueur du tournoi qualificatif de Prague. La Slovénie, la Pologne, la Biélorussie et la Lettonie sont éliminées. |
| Ukraine      | Vainqueur du tournoi qualificatif de Trnava. La Roumanie, la Slovaquie, la Hongrie et la Finlande sont éliminées.   |

## Phase finale
La phase finale débute par une phase de poules avec deux groupes de six formations s'affrontant toutes du 23 au 27 juillet. Les trois premiers de chaque poule sont qualifiés la phase de poule demi-finales qui se tient du 29 au 31 juillet. Les deux premiers de la poule demi-finales s'affrontent en finale sur un match le 1er août. Des matches de classement mettent aux prises les quatre derniers de chaque poule.

### Phase de poules

#### Poule A
| Date       | Lieu       | Heure | Recevant     | Visiteur     | Score  |
| ---------- | ---------- | ----- | ------------ | ------------ | ------ |
| 23 juillet | Stuttgart  | 19.00 | Ukraine      | Allemagne    | 0 - 10 |
| 24 juillet | Heidenheim | 13.00 | Belgique     | Ukraine      | 9 - 0  |
| 24 juillet | Neuenburg  | 16.00 | Pays-Bas     | France       | 10 - 0 |
| 24 juillet | Stuttgart  | 19.00 | Allemagne    | Rép. Tchèque | 6 - 2  |
| 25 juillet | Stuttgart  | 14.30 | Allemagne    | Belgique     | 8 - 4  |
| 25 juillet | Neuenburg  | 15.00 | France       | Rép. Tchèque | 6 - 1  |
| 25 juillet | Heidenheim | 18.00 | Pays-Bas     | Ukraine      | 12 - 2 |
| 26 juillet | Heidenheim | 10.30 | Rép. Tchèque | Pays-Bas     | 1 - 7  |
| 26 juillet | Heidenheim | 14.30 | Rép. Tchèque | Belgique     | 10 - 1 |
| 26 juillet | Neuenburg  | 17.00 | France       | Ukraine      | 10 - 2 |
| 27 juillet | Stuttgart  | 10.30 | France       | Belgique     | 8 - 2  |
| 27 juillet | Heidenheim | 14.30 | Ukraine      | Rép. Tchèque | 1 - 11 |
| 27 juillet | Stuttgart  | 14.30 | Belgique     | Pays-Bas     | 0 - 10 |
| 27 juillet | Stuttgart  | 19.00 | Allemagne    | France       | 10 - 9 |
| 28 juillet | Stuttgart  | 17.30 | Pays-Bas     | Allemagne    | 3 - 0  |

| Pl. | Équipe       | J | V | D | %     |
| --- | ------------ | - | - | - | ----- |
| 1   | Pays-Bas     | 5 | 5 | 0 | 1.000 |
| 2   | Allemagne    | 5 | 4 | 1 | .800  |
| 3   | France       | 5 | 3 | 2 | .600  |
| 4   | Rép. tchèque | 5 | 2 | 3 | .400  |
| 5   | Belgique     | 5 | 1 | 4 | .200  |
| 6   | Ukraine      | 5 | 0 | 5 | .000  |

#### Poule B
| Date       | Lieu       | Heure | Recevant        | Visiteur        | Score  |
| ---------- | ---------- | ----- | --------------- | --------------- | ------ |
| 23 juillet | Stuttgart  | 10.30 | Croatie         | Grande-Bretagne | 1 - 10 |
| 23 juillet | Heidenheim | 13.00 | Suède           | Grèce           | 9 - 12 |
| 23 juillet | Stuttgart  | 14.30 | Italie          | Espagne         | 9 - 1  |
| 24 juillet | Stuttgart  | 10.30 | Espagne         | Croatie         | 7 - 6  |
| 24 juillet | Stuttgart  | 14.30 | Grande-Bretagne | Suède           | 1 - 4  |
| 24 juillet | Heidenheim | 18.00 | Grèce           | Italie          | 1 - 13 |
| 25 juillet | Stuttgart  | 10.30 | Grande-Bretagne | Italie          | 2 - 12 |
| 25 juillet | Heidenheim | 13.00 | Suède           | Croatie         | 12 - 2 |
| 25 juillet | Stuttgart  | 19.00 | Espagne         | Grèce           | 9 - 13 |
| 26 juillet | Stuttgart  | 10.30 | Grande-Bretagne | Espagne         | 5 - 1  |
| 27 juillet | Heidenheim | 11.30 | Espagne         | Suède           | 16 - 6 |
| 27 juillet | Neuenburg  | 17.00 | Grèce           | Grande-Bretagne | 4 - 3  |
| 27 juillet | Heidenheim | 18.30 | Italie          | Croatie         | 13 - 1 |
| 28 juillet | Stuttgart  | 10.30 | Croatie         | Grèce           | 13 - 1 |
| 29 juillet | Stuttgart  | 10.30 | Suède           | Italie          | 3 - 2  |

| Pl. | Équipe      | J | V | D | %    |
| --- | ----------- | - | - | - | ---- |
| 1   | Italie      | 5 | 4 | 1 | .800 |
| 2   | Grèce       | 5 | 3 | 2 | .600 |
| 3   | Suède       | 5 | 3 | 2 | .600 |
| 4   | Royaume-Uni | 5 | 2 | 3 | .400 |
| 5   | Espagne     | 5 | 2 | 3 | .400 |
| 6   | Croatie     | 5 | 1 | 4 | .200 |

### Phase finale

#### Matchs de classement
- 30 juillet 2010 :
  - (7e / 8e place) Royaume-Uni 4 - 8 République tchèque
  - (9e / 10e place) Belgique - Espagne : annulé
  - (11e / 12e place) Ukraine - Croatie : annulé

#### Poule finale
Les résultats du premier tour entre les équipes du même groupe sont conservés pour la poule finale.
| Date       | Lieu       | Heure | Recevant  | Visiteur  | Score  |
| ---------- | ---------- | ----- | --------- | --------- | ------ |
| 29 juillet | Stuttgart  | 19.00 | Allemagne | Grèce     | 17 - 8 |
| 30 juillet | Stuttgart  | 10.30 | Suède     | France    | 3 - 2  |
| 30 juillet | Stuttgart  | 14.30 | Italie    | France    | 9 - 2  |
| 30 juillet | Heidenheim | 14.30 | Grèce     | Pays-Bas  | 0 - 10 |
| 30 juillet | Heidenheim | 18.00 | Pays-Bas  | Suède     | 15 - 0 |
| 30 juillet | Stuttgart  | 19.00 | Italie    | Allemagne | 8 - 6  |
| 31 juillet | Stuttgart  | 12.00 | Pays-Bas  | Italie    | 3 - 11 |
| 31 juillet | Stuttgart  | 17.00 | Allemagne | Suède     | 8 - 0  |
| 31 juillet | Heidenheim | 17.00 | France    | Grèce     | 5 - 14 |

| Pl. | Équipe    | J | V | D | %     |
| --- | --------- | - | - | - | ----- |
| 1   | Italie    | 5 | 4 | 1 | 0.800 |
| 2   | Pays-Bas  | 5 | 4 | 1 | .600  |
| 3   | Allemagne | 5 | 3 | 2 | .600  |
| 4   | Grèce     | 5 | 2 | 3 | .400  |
| 5   | Suède     | 5 | 2 | 3 | .400  |
| 6   | France    | 5 | 0 | 5 | .000  |

La finale se joue le 1er août et est remportée par l'Italie 8-4 face aux Pays-Bas.

## Classement
| Pl. | Sélection    |
| --- | ------------ |
|     | Italie       |
|     | Pays-Bas     |
|     | Allemagne    |
| 4   | Grèce        |
| 5   | Suède        |
| 6   | France       |
| 7   | Rép. tchèque |
| 8   | Royaume-Uni  |
| 9   | Belgique     |
| 10  | Espagne      |
| 11  | Croatie      |
| 12  | Ukraine      |

## Récompenses
Voici les joueurs récompensés à l'issue du tournoi:
| Récompense                         | Joueur            |
| ---------------------------------- | ----------------- |
| MVP                                | Guiseppe Mazzanti |
| Meilleure moyenne au bâton         | Raily Legito      |
| Plus de victoires                  | Rob Cordemans     |
| Meilleur moyenne de points mérités | Rob Cordemans     |
| Plus de coups de circuits          | Giuseppe Mazzanti |
| Plus de points produits            | Jairo Ramos Gizzi |
| Plus de points marqués             | Giuseppe Mazzanti |
| Plus de bases volées               | Laidel Chapelli   |
| Meilleur défenseur                 | Jendrick Speer    |